# Finn Gundersen
Finn Gundersen (Oslo, 16 de abril de 1933 - ibídem, 30 de julio de 2014) fue un jugador de hockey sobre hielo y futbolista noruego que jugaba en la demarcación de centrocampista.

## Biografía

### Como jugador de hockey sobre hielo
Gundersen formaba parte de la selección de hockey sobre hielo de Noruega. En 1952 disputó los Juegos Olímpicos de Oslo 1952, jugando ocho partidos y quedando en última posición tras haber perdido todos los partidos.

### Como futbolista
Empezó a jugar al fútbol en 1952 con el Skeid Fotball. Dos años después de su debut consiguió ganar la Copa de Noruega, trofeo que volvió a ganar durante los dos años siguientes. Tras 73 partidos y trece goles, se fue traspasado al Hellas Verona FC de Italia, que acababa de ascender a la Serie A, donde permaneció durante dos temporadas. En 1959 volvió al Skeid Fotball para retirarse como futbolista en 1962.

#### Selección nacional
Hizo su debut con la selección de fútbol de Noruega el 11 de septiembre de 1955. Jugó un total de diez partidos y marcó dos goles, llegando a disputar la clasificación para la Eurocopa 1960.

### Fallecimiento
Falleció el 30 de julio de 2014 en Oslo a los 81 años de edad.

## Clubes
| Club             | País    | Año         | Partidos | Goles |
| ---------------- | ------- | ----------- | -------- | ----- |
| Skeid Fotball    | Noruega | 1952 - 1957 | 73       | 13    |
| Hellas Verona FC | Italia  | 1957 - 1959 | 24       | 3     |
| Skeid Fotball    | Noruega | 1959 - 1962 | 39       | 12    |

## Palmarés

### Campeonatos nacionales
| Título          | Club          | País    | Año  |
| --------------- | ------------- | ------- | ---- |
| Copa de Noruega | Skeid Fotball | Noruega | 1954 |
| Copa de Noruega | Skeid Fotball | Noruega | 1955 |
| Copa de Noruega | Skeid Fotball | Noruega | 1956 |